# Stazione di Volterra-Saline-Pomarance
La stazione di Volterra-Saline-Pomarance è la fermata ferroviaria capolinea della linea Ferrovia Cecina-Volterra. È ubicata nel centro abitato di Saline di Volterra. Serve anche i centri abitati di Volterra e di Pomarance.

## Storia
Fino al 15 marzo 1927 era denominata semplicemente "Saline di Volterra"; in tale data assunse la nuova denominazione di "Saline di Volterra-Pomarance".
Venne trasformata in fermata impresenziata il 10 luglio 2003.

## Strutture e impianti

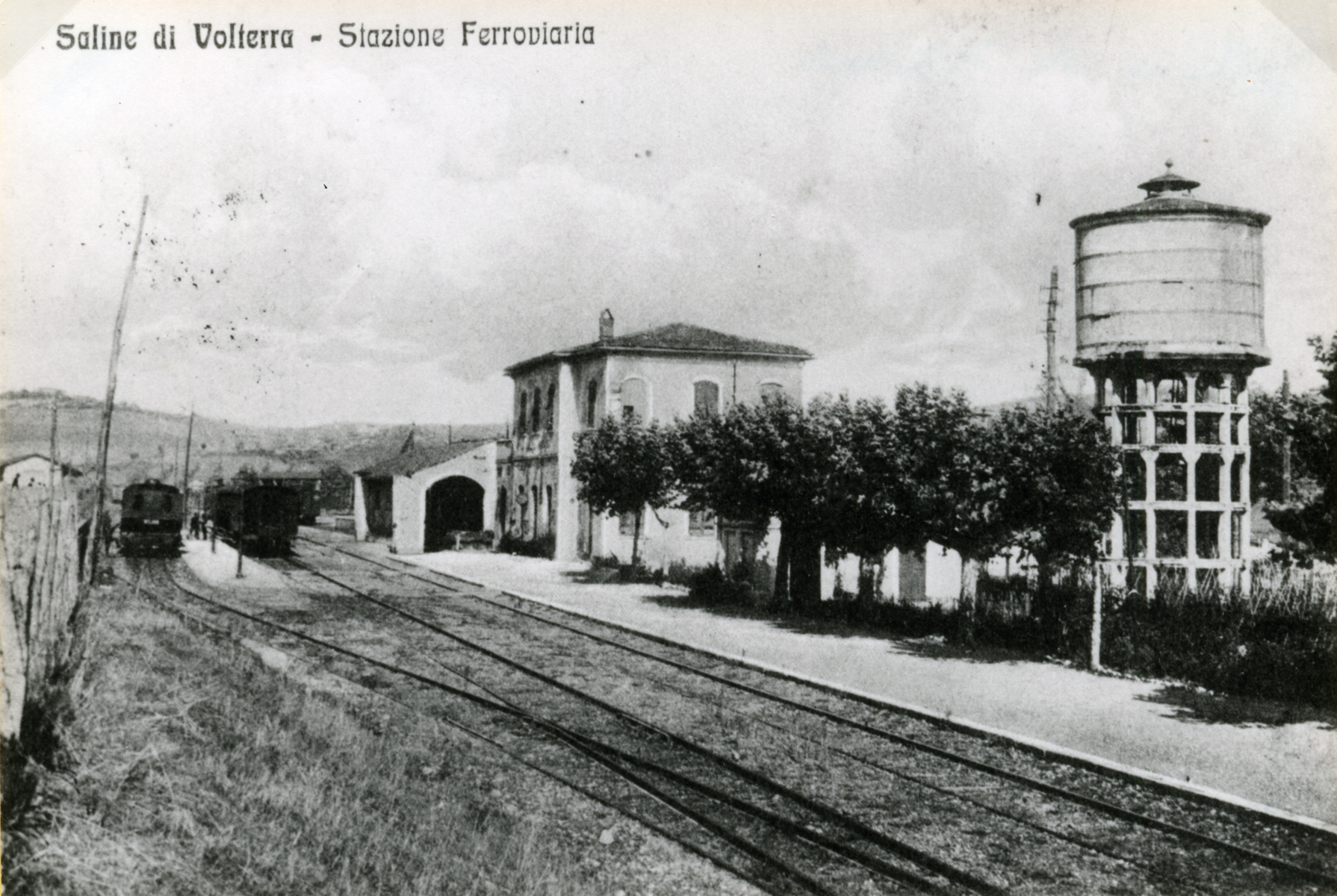
La stazione lato binari nel 1912. Sulla sinistra, sul terzo binario, è osservabile una locomotiva che prestava servizio sul tratto a cremagliera, allora attivo.

La stazione disponeva di due binari, che si congiungevano lato Volterra per l'effettuazione della manovra di regresso delle motrici, a seguito della soppressione del tronco ferroviario a cremagliera fino a Volterra. Con la trasformazione dell'impianto in fermata, gli scambi sono stati disattivati e la fermata dispone al 2016 del solo binario di corsa della linea, che termina lato Volterra con un respingente. 
Ciascuno dei due binari disponeva di una propria banchina; il collegamento avveniva a raso, mediante una passerella, in quanto era assente il sottopassaggio.
È presente un fabbricato viaggiatori, sviluppato su due piani, e quasi completamente chiuso all'utenza. Nelle sue vicinanze sono presenti due fabbricati, di dimensioni minori, usati in passato per la gestione delle merci e per ospitare i servizi igienici.

## Movimento
L'impianto è servito da treni regionali svolti da Trenitalia nell'ambito del contratto di servizio stipulato con la Regione Toscana. Da settembre 2020 il servizio è stato sostituito con corse autolinee, il servizio doveva riprendere a settembre 2021 ma così non è stato. 

## Servizi
La stazione è classificata da RFI nella categoria "Bronze" e dispone dei seguenti servizi:
- Sala d'attesa

## Interscambi
Presso la stazione sono attuati i seguenti interscambi:
- Fermata autobus